# Revenue Retrievin’: Night Shift
Revenue Retrievin’: Night Shift – dwunasty album studyjny amerykańskiego rapera E-40. Został wydany 30 marca, 2010 roku, tego samego dnia co Revenue Retrievin’: Day Shift.

## Lista utworów
1. "Over the Stove"
2. "Nice Guys"
3. "Can't Stop the Boss" (feat. Snoop Dogg, Too Short & Jazze Pha)
4. "Show Me What You Workin' Wit'" (feat. Too Short)
5. "How I'm Feeling Right Now"
6. "Knock 'Em Down Music" (feat. Ya Boy, Turf Talk & Cousin Fik)
7. "Stilettos & Jeans" (feat. Bobby V)
8. "He's a Gangsta" (feat. Messy Marv, The Jacka of Mob Figaz & Kaveo)
9. "Spend the Night" (feat. Björk, Laroo, The DB'z, Droop-E & B-Slimm)
10. "Wet" (feat. Ya Boy & Cousin Fik)
11. "Trained to Go" (feat. Laroo, The DB'z & Mac Shawn 100)
12. "More Bass, More Treble" (feat. Cousin Fik & Turf Talk)
13. "Ahhhh Shit!"
14. "Turn Up the Music"
15. "Power Up" (feat. Keak da Sneak & San Quinn)
16. "Prepared"
17. "Attention" (feat. Dru Down, Suga Free & Stompdown)
18. "The Server"
19. "Let Go & Let God" (feat. Lenny Williams)
20. "Streets Keep Callin' Me" (feat. Krizz Kaliko & B-Slimm)
21. "Move Mean" (feat. J-Diggs & Big Rich)